# Джеймс Дуліттл
Джеймс Гарольд Дуліттл (англ. James Harold Doolittle; 14 грудня 1896, Аламіда, Каліфорнія — 27 вересня 1993, Пеббл-Біч, округ Монтерей, Каліфорнія) — американський воєначальник, піонер авіації, генерал Повітряних сил США, кавалер медалі Пошани. За часів Другої світової війни був офіцером резерву Повітряних сил армії, командував 12-ю, 15-ю та 8-ю повітряними арміями. Особливо прославився як організатор та головний виконавець так званого «рейду Дуліттла», відчайдушного авіаційного нальоту американських бомбардувальників на Японські острови на помсту за напад на Перл-Гарбор.

## Біографія

### Ранні роки
Джеймс Гарольд Дуліттл народився 14 грудня 1896 року в Аламіда, штат Каліфорнія в родині Френка Генрі Дуліттла та Рози Серени Шепард. Дитинство провів у Номі, на Алясці, де здобув славу гарного боксера. 1910 року він пішов до початкової школи в Лос-Анджелесі, потім навчався в міському коледжі Лос-Анджелесу, вищій школі кустарно-ремісного мистецтва та в університеті Берклі в Каліфорнії, де проходив навчання у гірничій школі.
У жовтні 1917 року Дж. Дуліттл пішов в академічну відпустку та записався до корпусу резерву зв'язку, на пілотні курси. Навчався у військовій школі аеронавтики при Каліфорнійському університеті, польотні тренування проходили у Роквелл-Філд. 11 березня 1918 року він завершив повний курс навчань з присвоєнням йому військового звання перший лейтенант резервного корпусу офіцерів зв'язку.
Військова кар'єра
- 6 жовтня 1917 — кадет авіації
- 10 листопада 1917 — рядовий першого класу
- 11 березня 1918 — другий лейтенант
- 17 березня 1921 — перший лейтенант

- 5 березня 1930 — майор резерву
- 1 липня 1940 — майор
- 2 січня 1942 — підполковник
- 19 квітня 1942 — бригадний генерал
- 20 листопада 1942 — генерал-майор
- 13 березня 1944 — генерал-лейтенант

- 4 квітня 1985 — генерал

### Кар'єра пілота
За часів Першої світової війни Дж. Дуліттл перебував на території Сполучених Штатів, був пілотом-інструктором з підготовки американських льотчиків на авіабазах по всій країні Райт-Паттерсон, Келлі-Філд, Ігл-Пасс. 1 липня 1920 року він підтвердив кваліфікацію пілота й отримав звання першого лейтенанта авіаційної служби сухопутних військ США.
У 1920-ті роки Джеймс Дуліттл став однім з найвідоміших піонерів авіації. У травні 1921 року він брав участь у експедиції з евакуації літака лейтенанта А. Пірсона, що під час трансконтинентального перельоту над США був змушений здійснити вимушену посадку в мексиканському каньйоні. Дж. Дуліттл знайшов літак, що розшукували, та оцінивши масштаби аварійної посадки, доставив до пошкодженого літака мотор і чотирьох механіків. Після проведення на місці катастрофи ремонту в найскладніших гірських умовах пілот сам підняв літак у небо.
У подальшому Дж. Дуліттл пройшов навчання в авіаційній школі механіків на авіабазі Келлі-Філд та інженерні курси аеронавтики у Маккук-Філд. У 1922 році здобув вищу освіту, отримавши диплом бакалавра мистецтв у Каліфорнійському університеті Берклі.
У вересні 1922 року він здійснив дослідний переліт на літаку компанії De Havilland DH.4, що був оснащений першими авіаційними навігаційними приладами. Це був перший переліт крізь усю країну з Пабло-Біч (сучасне Джексонвіль-Біч у Флориді) до Роквелл-Філд у Сан-Дієго в Каліфорнії, дистанцію, яку Дж. Дуліттл подолав за 21 годину 19 хвилин, лише одного разу здійснивши дозаправку на Келлі-Філд. За цей випробувальний переліт армія США удостоїла молодого пілота Хреста льотних заслуг.

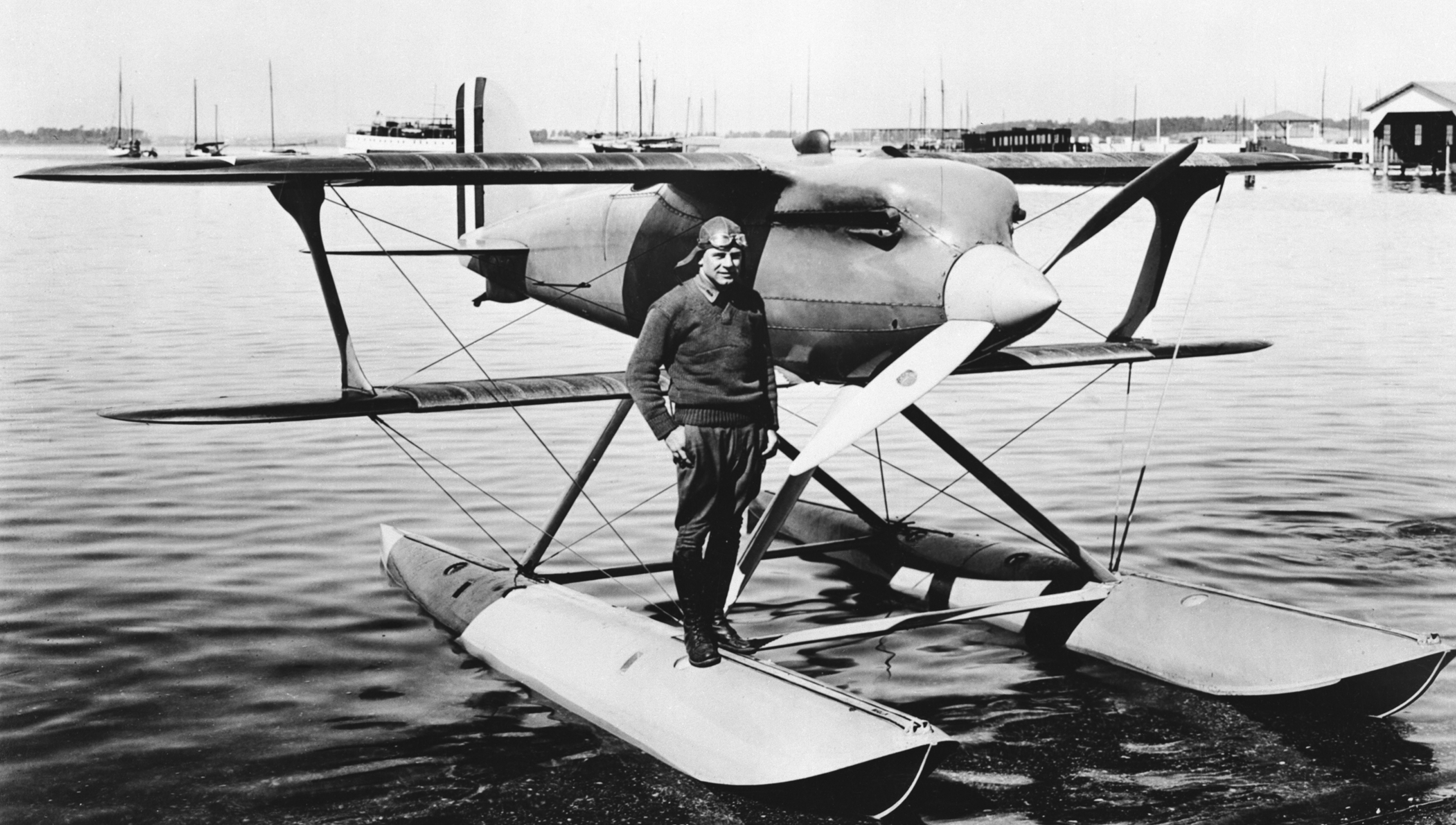
Дж. Дуліттл на літаку R3C. 1928

1923 року Дж. Дуліттл на Маккук-Філд служив льотчиком-випробувачем і інженером аеронавтики, звідкіля поступив на навчання до Массачусетського технологічного інституту. У березні 1924 року проводив дослідницькі іспити з літаками, за що був удостоєний другого Хреста льотних заслуг. У червні 1925 року став першим у Сполучених Штатах доктором аеронавтики.
У квітні 1926 року він вилетів до Південної Америки для демонстрації авіаційної техніки тамтешньому керівництву країн. У Чилі під час польотів від зламав обидва гомілковостопні суглоби, однак мужньо завершив проведення показових польотів на винищувачу P-1 Hawk з поламаними ногами. Після цього він повернувся додому, де його госпіталізували до Медичного центру армії імені Вальтера Ріда. До квітня 1927 року тривало лікування, після завершення якого Дж. Дуліттл повернувся до роботи пілота. У 1927 році перший у світі здійснив фігуру вищого пілотажу нижню мертву петлю, що до того вважалося смертельним та неможливим.
1929 році молодий пілот став першим льотчиком, що здійснив зліт, політ та посадку на літаку із застосуванням лише навігаційних приладів, без можливості огляду з кабіни літального апарата, тобто «всліпу». За цей подвиг першовідкривача його нагородили престижним Трофеєм Гармона.
Працюючи з компанією Shell Oil Company він брав участь у розробці та виробництві перших партій 100-октанового авіаційного гасу, який був надзвичайно важливим для літаків, що розроблялися наприкінці 1930-х років у світі.
1932 року Дж. Дуліттл встановив світовий рекорд швидкості у 252 миль на годину на літаку Gee Bee Model R. За це в Клівленді він був удостоєний Кубка Томпсона. З отриманням трьох найвідоміших кубків за змагання в авіації: Шнейдера, Бендікса та Томпсона, він офіційно оголосив, що їде з авіаційного спорту й не братиме участь у перегонах.
1 липня 1940 року Джеймс Дуліттл повернувся на дійсну військову службу до Повітряного корпусу Армії США в ранзі майора.

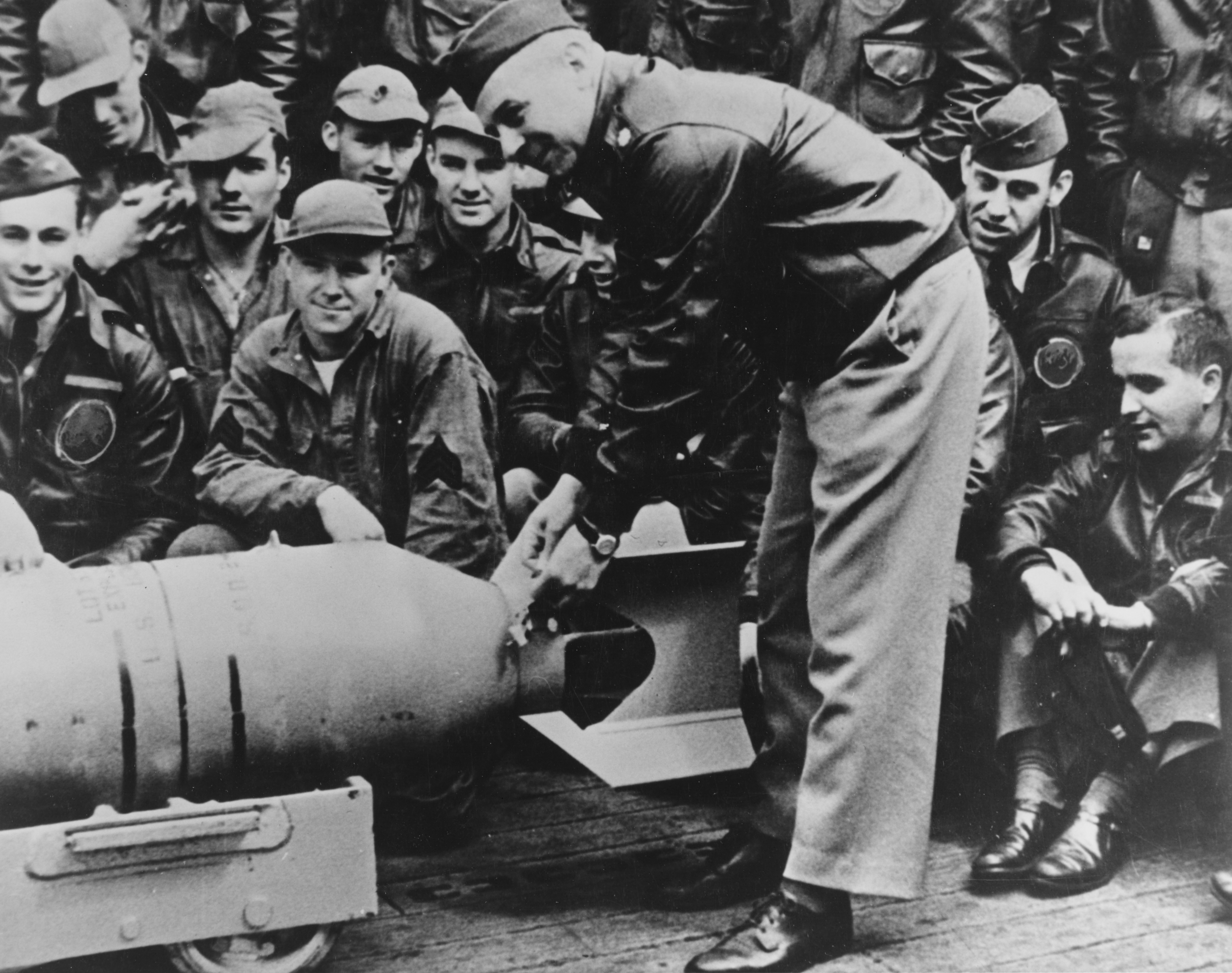
Підполковник Дж. Дуліттл кріпить на авіаційну бомбу японську нагороду перед зльотом на бомбардування з борту авіаносця «Хорнет». Рейд Дуліттла. Квітень 1942

### Друга світова
У червні 1941 року Повітряний корпус був реорганізований на повітряні сили армії.
2 січня 1942 року Дж. Дуліттл отримав звання підполковника й був включений до штабу Повітряних сил, де розроблявся чорновий план авіаційного нальоту американських бомбардувальників на Японські острови на помсту за напад на Перл-Гарбор. З особистого дозволу командувача генерала Г. Арнольда досвідченого пілота, за його проханням призначили керувати цим відчайдушним рейдом 16 середніх бомбардувальників B-25 «Мітчелл» на цілі в Токіо, Кобе, Йокогамі, Осаки та Нагої.
Після інтенсивних тренувань було відібрано 16 екіпажів, які прибули на борт авіаносця «Хорнет». На полудень 19 квітня планувався старт зльоту бомбардувальників, проте вранці 18 квітня, коли ескадра перебувала за 650 миль від узбережжя Японії, вона була помічена японськими патрульними кораблями. І хоча американські крейсери потопили японські кораблі, проте японці встигли передати радіограму про помічену ескадру. В цій ситуації перед командувачем ескадри, віце-адміралом В. Голсі наказав негайно піднімати в повітря всі літаки.
B-25 «Мітчелл» дісталися Японії та завдали бомбового удару по визначених цілях. 15 літаків вирушили на підготовлені аеродроми в Китаї, один розгорнувся на Росію через надмірно високу витрату пального. Він здійснив посадку поблизу Владивостока, а його екіпаж був інтернований. Через 14 місяців була інспірована втеча льотчиків через територію Ірану.
Решта 15 літаків не змогли досягнути китайських аеродромів через брак палива. Чотири бомбардувальники розбились при спробі здійснити вимушену посадку та затонули в Південно-Китайському морі, екіпажі решти 11 машин покинули літаки в повітрі. Підполковник Дж. Дуліттл після 12-годинного польоту, вночі, в штормову погоду не зміг визначити запланований аеродром посадки й десантувався з парашутом у незнайомій місцевості. Йому пощастило, офіцер приземлився на м'який ґрунт рисового поля, поблизу Цюйчжоу, але на території окупованій японцями. Дж. Дуліттл із товаришами змогли вийти на китайських партизанів, які вивели їх до регулярних китайських військ.
У результаті 7 льотчиків були поранені, 3 льотчики загинули, 8 були захоплені в полон. 15 жовтня 1942 року троє з них були страчені японськими окупантами: Дін Е. Холлмарк, Вільям Фарроу, Гарольд Спад. 1 грудня 1943 року помер у полоні Роберт Мелдер. Таким чином, всього загинуло 7 льотчиків.
Не маючи інформації про результати бомбардування Японії та долю своїх товаришів через передчасний виліт, Дж. Дуліттл вважав, що його віддадуть під військовий трибунал за зрив бойового завдання. Але, після повернення до США його особисто прийняв Президент Ф. Рузвельт, який вручив пілоту найвищу нагороду країни — медаль Пошани. У наказі про присвоєння медалі Пошани було наступне висловлювання:

| «За прояву визначного лідерства, що перевищувало звичайний службовий обов'язок, демонстрацію персональної хоробрості та стійкості, в умовах екстремального ризику для власного життя. Попри неминучому факту ймовірного приземлення або на території окупованій противником або небезпеці загинути в морі при посадці на воду, підполковник Дж. Дуліттл особисто очолив ескадру армійських бомбардувальників, укомплектованих добровольцями, в дуже небезпечному нальоті на японські території.» Оригінальний текст (англ.) For conspicuous leadership above and beyond the call of duty, involving personal valor and intrepidity at an extreme hazard to life. With the apparent certainty of being forced to land in enemy territory or to perish at sea, Lt. Col. Doolittle personally led a squadron of Army bombers, manned by volunteer crews, in a highly destructive raid on the Japanese mainland. |
Рейд Дуліттла оцінювався багатьма істориками головним чином як перемога, яка не мала серйозних військових наслідків, але мала велике політичне й моральне значення. Авіаційний наліт довів, що Японія не настільки невразлива для літаків противника й змусила японське командування відвести з фронту декілька формувань винищувальної авіації для забезпечення ППО островів. Більш того, чимало японських офіцерів того часу розглядали наліт як надзвичайно бентежний, котрий виявив провали в системі оборони імперії й що врешті-решт вилилось у червні 1942 року в перемогу американських сил у битві за Мідвей.
У липні 1942 року Дж. Дуліттл отримав звання бригадного генерала авіації та був приписаний до складу 8-ї повітряної армії, що формувалась. У вересні 1942 року він призначений на посаду командувача 12-ї повітряної армії, що вела бойові дії на півночі Африки. У листопаді його підвищили у званні до генерал-майора, а вже у березні 1943 року призначено командувачем Північно-західного африканського повітряного стратегічного командування (англ. Northwest African Strategic Air Force), яке об'єднувало усі американські та британські повітряні сили, що діяли на цьому театрі війни. Незважаючи на величезний ризик генерал продовжував особисто брати участь в авіаційних нальотах на ворожі сили. Так, 10 червня 1943 року він разом з напарником по рейду на Токіо, Джеком Сімсом на бомбардувальнику B-26 «Мародер» узяв участь в авіаційному нальоті на італійський острів Пантеллерія напередодні початку морської десантної операції з висадки на острів британських сил.

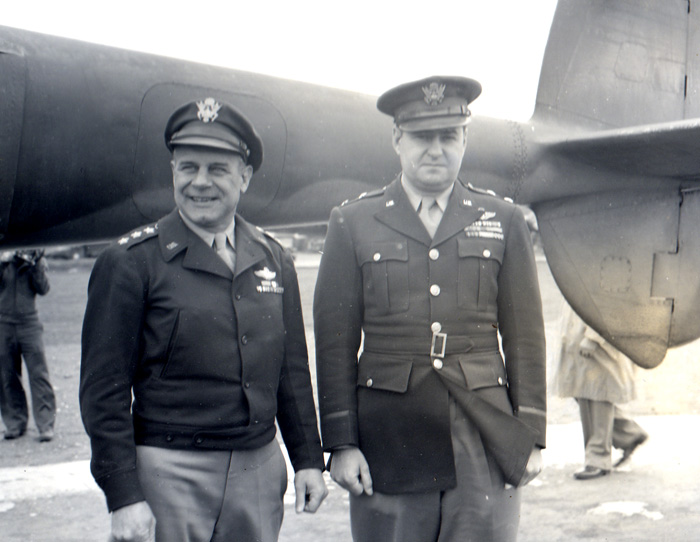
Генерал Дж. Дуліттл з К. Лемеєм на фоні винищувача P-38 «Лайтнінг». Англія. 1945

У листопаді 1943 року генерала Дж. Дуліттла призначено командувачем 15-ї повітряної армії на Середземноморському театрі воєнних дій. З січня 1944 року до вересня 1945 року він командував 8-ю повітряною армією з базуванням в Англії. 13 березня 1944 року йому присвоєне звання генерал-лейтенант, найвище досягнення для офіцера резерву американських збройних сил.
З початку свого командування військовою авіацією в Європі генерал Дж. Дуліттл запропонував змінити тактику застосування бомбардувальної та винищувальної авіації в ході нальотів на Німеччину. За канонами того часу винищувачі мали супроводжувати важкі бомбардувальники протягом усього їхнього польоту при стратегічних бомбардуваннях цілей у глибині ворожої території. Дж. Дуліттл вирішив дозволити американському винищувальному ескорту вилетіти наперед до району бомбардування й, опанувавши повітря, забезпечити успіх прильоту бомбардувальників. У такій спосіб він добився того, що винищувачі заздалегідь вступали в бій з німецькими важкими винищувачами-перехоплювачами, розчищали шлях до цілей і після того, як бомбардувальна авіація скидала бомби, винищувачі могли атакувати наземні об'єкти, як-то аеродроми, транспорт та позиції ППО. Спочатку американці мали важкі винищувачі типу P-38 «Лайтнінг» і P-47 «Тандерболт», які з весни 1944 року замінили потужніші P-51 «Мустанги».

### Післявоєнний час
5 січня 1946 року Дж. Дуліттл повернувся до резерву повітряних сил армії у званні генерал-лейтенанта, ставши виключенням у системі Резерву Збройних сил США, коли офіцери резервісти досягали максимально можливого звання лише генерал-майор або контр-адмірал. 18 вересня 1947 року він переведений до знов створених Повітряних сил країни.

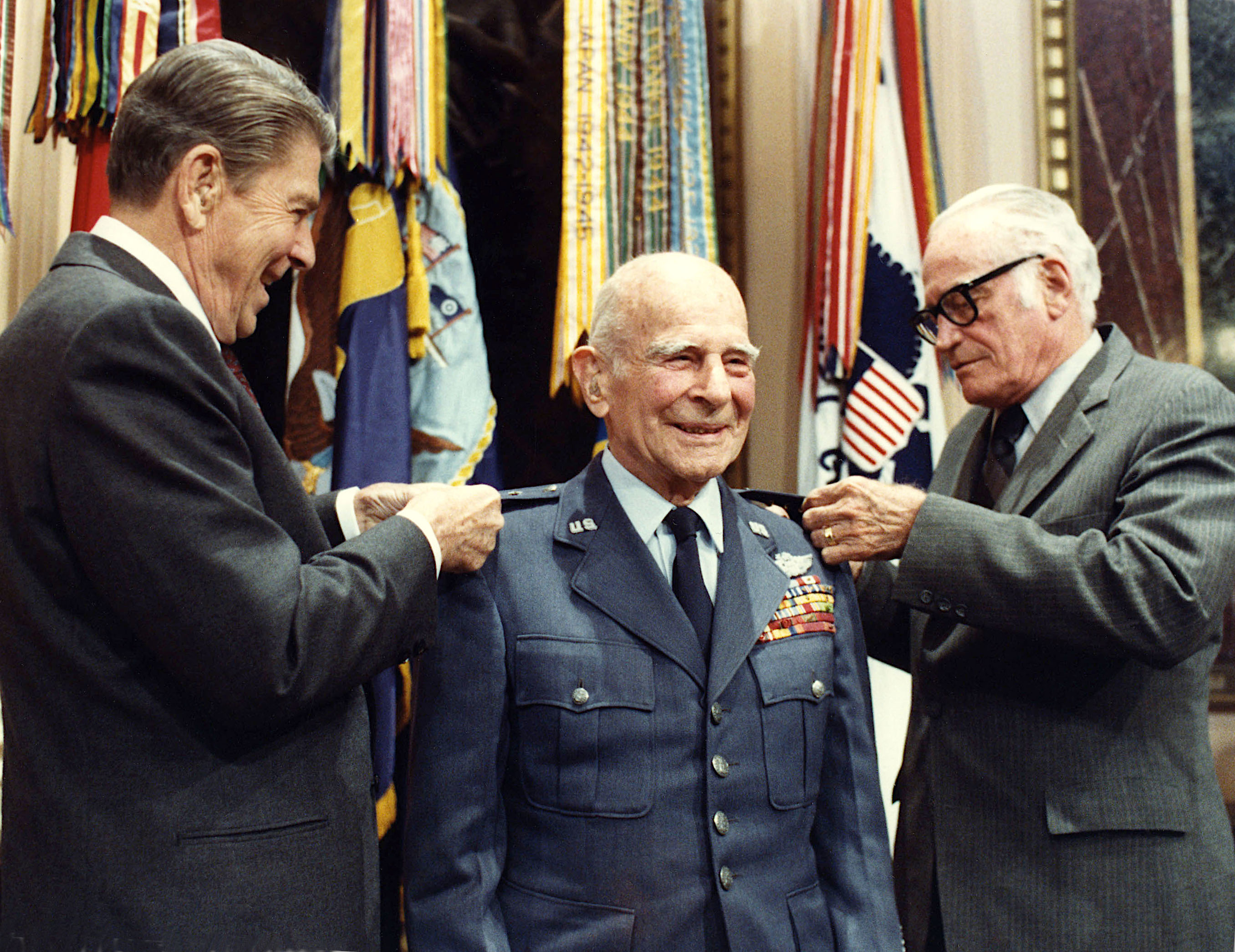
Президент США Р. Рейган та сенатор і відставний генерал-майор авіації Б. Голдвотер прикріпляють Дж. Дуліттлу знаки розрізнення повного генерала. 10 квітня 1985 року

У березні 1951 року його призначено спеціальним помічником начальника штабу Повітряних сил генерала Г. Ванденберга, на цій посаді він займався проблематикою балістичних ракет і програмами, що були пов'язані із засвоєнням космічного простору. 1952 році Президент США Г. Трумен назначив Дж. Дуліттла головою комісії з вивчення безпеки цивільних аеропортів, розташованих поблизу міст. За результатами його роботи були визначені рекомендації щодо зон, де дозволялося будівництво житлових будинків та інших будівель, регламентувалися вимоги до шумових параметрів аеродромів, а також будівництво супераеропортів з злітно-посадковими смугами завдовжки у декілька кілометрів для посадки літаків вагою понад 150 тонн.
З 1957 до 1958 року Дж. Дуліттл був головою Національного консультативного комітету з повітроплавання. 28 лютого 1959 року він пішов у відставку з Резерву Повітряних сил США.
4 квітня 1985 року Конгрес США присвоїв Дж. Дуліттлу почесне чотиризіркове звання повного генерала. На урочистій церемонії Президент Р. Рейган та сенатор і відставний генерал-майор авіації Б. Голдвотер прикріпили йому знаки розрізнення повного генерала.
27 вересня 1993 року відставний генерал Джеймс Дуліттл помер у Пеббл-Біч в окрузі Монтерей, у штаті Каліфорнія у віці 96 років. Заслуженого ветерана Повітряних сил США поховали на Арлінгтонському національному цвинтарі поруч з його дружиною.